# Свинчук, Олег Анатольевич
Оле́г Анато́льевич Свинчу́к (укр. Олег Анатолійович Свинчук; 12 сентября 1993, Бережци — 8 марта 2022, Макаров) — украинский военнослужащий, солдат, участник российско-украинской войны. Герой Украины (2022, посмертно).

## Биография
Олег Свинчук родился 12 сентября 1993 года в селе Бережци Любомльского района Волынской области. В 2011 году окончил Римачевскую общеобразовательную школу I—III степеней. В 22-летнем возрасте пошел в ряды Вооружённых сил Украины, где проходил срочную службу с 25 июня 2015 по 24 ноября 2016 годов.
25 марта 2021 года подписал контракт на прохождение военной службы. Служил танкистом в 14-й отдельной механизированной бригаде. Во время вторжения России в 2022 году участвовал в боях на северных рубежах Украины.
8 марта 2022 года три танковых экипажа 14-й отдельной механизированной бригады участвовали в бою за освобождение посёлка Макаров Киевской области. Экипаж в составе командира старшего сержанта Сергей Васича, солдата Олега Свинчука и старшего солдата Виталия Пархомука погиб в бою.
Похоронен 6 сентября 2023 года в родном посёлке Бережци.

## Награды
- Звание «Герой Украины» с удостоением ордена «Золотая Звезда» (2022, посмертно) — за личное мужество и героизм, проявленные в защите государственного суверенитета и территориальной целостности Украины, верность военной присяге.